# Ahrensburg West (métro de Hambourg)
Ahrensburg West (en allemand : U-Bahnhof Ahrensburg West) est une station de la ligne U1 du métro de Hambourg. Elle est située au sud-ouest de la ville d'Ahrensburg, dans le Schleswig-Holstein.

## Situation sur le réseau

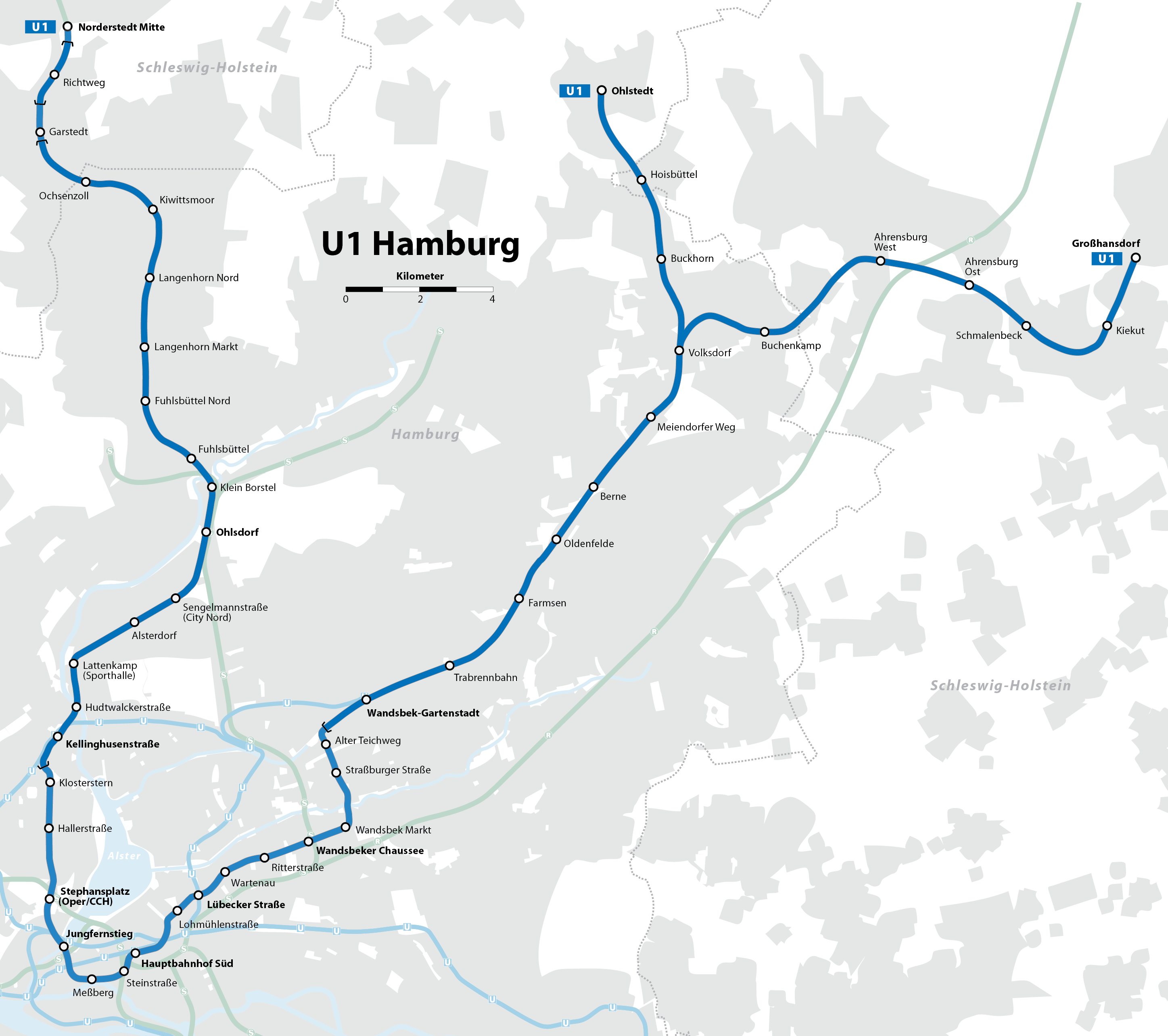
Plan de la Ligne U1 du métro de Hambourg.

## Histoire
La station, basée sur un dessin d'Eugen Göbel, est inaugurée le 5 novembre 1921 sous le nom "Ahrensburg" avec initialement une seule voie ; le parement n'est posé qu'en 1957.
Lorsque l'arrêt "Hopfenbach" est renommé "Ahrensburg Ost" en 1952, la gare prend son nom actuel "Ahrensburg West" pour éviter toute confusion.

## Services aux voyageurs

### Accès et accueil
La station possède un quai central d'environ 120 m de long dans la tranchée. Le seul accès à l'est mène au parvis de la station sur Waldemar-Bonsels-Weg, qui traverse la tranchée à l'aide d'un pont. 

### Desserte
La station possède deux voies à quai depuis 1957, de sorte que les trains peuvent se rencontrer ici sur le tronçon autrement que sur voie unique de l'U1 à Großhansdorf. Étant donné que l'arrêt Schmalenbeck a également une voie de garage, un maximum d'intervalles de dix minutes est possible sur le tronçon de Volksdorf à Großhansdorf. Les trains se rejoignent à Schmalenbeck toutes les 20 minutes et à Ahrensburg West toutes les 10 minutes aux heures de pointe.

### Intermodalité
Les bus de la ville d'Ahrensburg s'arrêtent soit dans un virage devant l'entrée, soit sur le pont. La gare dispose d'un parc relais de 80 places. Ahrensburg West est sans obstacle depuis le 13 mars 2017. Lors de la construction du S4 de Hambourg à Bad Oldesloe, un nouvel arrêt doit également être construit sur la ligne de Lübeck à Hambourg afin de créer une possibilité de transfert vers la station de métro voisine.